# Hapoel Herzliya FC
El Hapoel Herzliya FC (en hebreo: הפועל הרצליה‎) es un equipo de fútbol de Israel que juega en la Liga Alef, la tercera división nacional.

## Historia
El club deportivo fue fundado en el año 1928 en la ciudad de Herzliya, pero su sección de fútbol se fundó hasta 1936 y jugó en seis temporadas de la Liga Palestina antes de la declaración de independencia de Israel hasta 1947 cuando descendío.
Luego de la independencia en 1948 fueron ubicados en la Liga Bet, la que entonces era la segunda división nacional, liga de la cual descendieron en la temporada 1953/54. Retornaría a la segunda categoría en 1960 para descender un año más tarde, no sin antes hacer historia en la Copa de Israel donde alcanzó las semifinales luego de eliminar a equipos como Maccabi Jaffa FC, Beitar Jerusalem y Beitar Tel Aviv FC para perder por 0-4 ante el Maccabi Patah-Tikvah FC, quien al final sería el campeón de copa.
En la temporada 1962/63 jugaría en la Liga Alef, donde jugaría las siguientes 13 temporadas hasta que en 1976 la liga desaparece para crear la Liga Artzit en 1975, liga de la cual descendería a la tercera división. En 1978/79 regresa a la Liga Artzit donde solo estaría por una temporada luego de terminar en último lugar. Dos temporadas más tarde desciende a la cuarta división, donde permanecería las siguientes 18 temporadas.
En la temporada 1999/2000 retorna a la Liga Alef, y dos años después asciende a la Liga Artzit, donde estaría por tres temporadas para descender a la tercera división en la temporada 2006/07.

## Palmarés
- Liga Leumit: 1

1937
- Liga Alef: 2

1959–60, 2009–10
- Liga Bet: 1

2002–03
- Liga Gimel: 1

1999–2000